# یوهانا ماتسون
یوهانا ماتسون (به انگلیسی: Johanna Mattsson؛ زادهٔ ۲ مهٔ ۱۹۸۸) یک کشتی‌گیر آزادکار کشور سوئد است.
از افتخارات وی می‌توان به کسب مدال برنز مسابقات قهرمانی کشتی جهان ۲۰۲۱ اشاره کرد.